# Баб-Кисан
Баб-Кисан («Ворота Кисана») — одни из семи городских ворот Дамаска.
Они были построены в эпоху римлян, были посвящены богу Сатурну. Через них по преданию из Дамаска бежал апостол Павел.